# Наумовская (Верховское сельское поселение)
Наумовская — деревня в Тарногском районе Вологодской области.
Входит в состав Верховского сельского поселения, с точки зрения административно-территориального деления — в Верховский сельсовет.
Расстояние по автодороге до районного центра Тарногского Городка — 48 км, до центра муниципального образования Верховского Погоста — 6 км. Ближайшие населённые пункты — Першинская-1, Доронинская, Цибунинская, Баранская, Великая, Игнатовская.
По переписи 2002 года население — 29 человек (15 мужчин, 14 женщин). Всё население — русские.